# 遮芒公路
遮芒公路也称芒海公路、南海公路，是云南省的一条省级公路（编号S339），为四级边防公路，起点位于德宏傣族景颇族自治州芒市遮放镇，经东山，终点为芒市芒海镇。
1968年4月，为加强边境交通建设，由军队投资修筑了遮芒公路，代号0801工程，全长39.4千米，路基宽6.5米，路面宽3.5米，砂石路面，1970年10月竣工。2001年改建为弹石路面，2006年改建为柏油路面:96。由于遮芒公路的通行条件较差，2019年5月至12月，芒市交通运输局对公路进行间歇式的封闭施工。施工完成后，公路全长40.217公里，设大桥1座、小桥5座、涵洞102道，将升级为二、三级公路，截止2019年12月底，工程仍在进行中。
遮芒公路是云南省的省道，曾用编号S232（遮放芒冷至芒海）、S320（芒海经遮放至陇川拉影）。《云南省道网规划修编（2016—2030 年）》将遮芒公路改编为S339省道。

## 资料来源
1. 1 2  王申 主编; 芒市公路管理总段 编. . 昆明: 云南民族出版社. 2000.12: 55. ISBN 7-5367-2103-X.
2. ↑  何萍 主编; 云南省潞西县志编纂委员会 编. . 昆明: 云南教育出版社. 1993.9: 150. ISBN 7-54150-685-0.
3. ↑  德宏州交通局. . 昆明: 云南民族出版社. 1999.11: 47. ISBN 7-5367-1188-3.
4. ↑  岳太科 主编; 云南省潞西市发展和改革局 编纂. . 芒市: 内部资料. 2009.9.
5. ↑  . 芒市交通运输局. 2019-05-17  [2019-09-25]. （原始内容存档于2019-09-25）.
6. ↑  . 芒市云. 2019-12-30  [2020-04-01]. （原始内容存档于2020-12-09）.